# Andy Robustelli
Andrew Richard Robustelli (Stamford, Connecticut, 6 de diciembre de 1925-Stamford, Connecticut, 31 de mayo de 2011), más conocido como Andy Robustelli, fue un jugador profesional estadounidense de fútbol americano que se desempeñó en la posición de defensive end en la National Football League (NFL). Es miembro del Salón de la Fama del Fútbol Americano Profesional.

## Carrera
Robustelli jugó como profesional cinco temporadas en Los Angeles Rams (1951-1955), posteriormente pasó a New York Giants, donde jugó nueve temporadas (1956-1964), y fue el equipo en el que se retiró.

## Reconocimiento
El 16 de enero de 1971, fue seleccionado para ser miembro del Salón de la Fama del Fútbol Americano Profesional.